# Талдыкольская система озёр
Талдыкольская система озёр (каз. Талдыкөл көлдері) — группа озёр в Казахстане, имеющих общее происхождение. Находятся в левобережье реки Ишим (Есиль) в черте города Астана. Включает озёра Большой Талдыколь, Талдыколь, Тассуат, Ульмес и осушенное в 2010-е годы озеро Малый Талдыколь.

## История
Талдыкольская система озёр имеет возраст около 13 тысяч лет. Озёра находятся в прогибах рельефа, образованных рукавами древнего русла реки Нуры в период повышения влажности климата на рубеже валдайского оледенения и голоцена. Глубина озёрных чаш, достигающая 3,5 метров, оказалась достаточной для существования постоянных природных водоёмов даже в засушливые годы.
По мнению краеведа Темиртаса Искакова, местные племена селились на прилегающей территории ради близости к воде. В окрестностях Талдыкольских озёр известно пять древних кладбищ — родовых зиратов, три из которых сохранились до настоящего времени (кладбища Талдыколь, Башан и Омар). Официально они считаются кладбищами начала XX века, но по мнению Искакова, ссылающегося на экспертов-археологов, эти могильники более древние и существуют, как минимум, с XIX века.
Талдыкольские озёра в XIX и начале XX века служили местным жителям для рыболовства и охоты. По воспоминаниям местной жительницы, во время голода в начале 1930-х годов люди питались яйцами гнездящихся на озёрах птиц.
На топографических картах второй половины XX века отмечены собственные названия некоторых из составлявших Талдыкольскую систему озёр. В частности, отдельно обозначены озёра Большой Талдыколь, Талдыколь и Малый Талдыколь.
В 1969 году озёра Большой Талдыколь и Ульмес с прилегающей к ним территорией были обнесены дамбой и с 1970 года использовались как накопитель-испаритель сточных вод при очистных сооружениях Целинограда. Площадь Талдыкольского накопителя-испарителя составляла 2021 га, объём — 65,6 млн м³. По состоянию на 2005 год, объём воды в накопителе составлял 54 млн м³, объём иловых отложений оценивался в 4,2 млн м³. В связи с угрозой переполнения накопителя и расширением территории Астаны, в результате которого накопитель сточных вод оказался в черте города, маслихат Астаны принял решение о его ликвидации и рекультивации занимаемой им территории.
С 2005 года с целью ликвидации накопителя и возвращения озера в его естественные границы (400 га) проводились реконструкция очистных сооружений, подготовка накопителя-испарителя в сухой котловине озера Карабидалы в 34 км от Астаны и перекачка туда воды из Талдыкольского накопителя, обезвоживание и захоронение иловых осадков. К 2015 году совершенствование очистных сооружений позволило проводить очистку сточных вод до культурно-бытового уровня и сбрасывать их в реку Ишим. К концу 2017 года водоём был очищен от иловых отложений, его акватория уменьшена до естественных границ (500 га).
С 2010-х годов начались осушение и застройка восточной части Талдыкольской системы озёр. К концу десятилетия озеро Малый Талдыколь было полностью осушено. С начала 2020 годов осушению с целью застройки подвергаются озеро Талдыколь и безымянные водоёмы меньшего размера, что вызывает озабоченность и протесты местных жителей, историков и экологических организаций, считающих эту территорию ценным историческим и природным ресурсом (водно-болотным угодьем). Экологов-активистов формально поддерживает Министерство экологии, геологии и природных ресурсов Республики Казахстан, однако по состоянию на конец 2021 года работы по осушению и застройке территории Талдыкольской системы озёр не прекращаются. Акимат и Управление архитектуры, градостроительства и земельных отношений Астаны рассматривают осушаемые водоёмы как скопления осадков и сточных вод и планируют преобразование территории в городскую рекреационную зону с искусственным водоёмом площадью не менее 20 га.

## Биология
В Талдыкольской системе озёр и на прилегающих территориях существуют различные экосистемы: озёрные, болотные, галофитные, луговые и полукустарниковые.

### Растительность
Отмечено 98 видов растений.

### Животный мир
Во время исследования видового состава беспозвоночных, обитающих на территории Талдыкольской озёрной системы, осенью 2020 года было обнаружено: 1 вид плоских червей, 6 видов кольчатых червей, 9 видов моллюсков, 12 видов ракообразных. Было также отмечено большое разнообразие пауков и насекомых.  Отмечено 248 видов, 202 рода, 67 семейств и 11 отрядов насекомых. Из них 1 вид занесён в Красную книгу Республики Казахстан: стрекоза Anax imperator Leach, 1815, и один вид в Красную книгу Алматинской области: клоп Zicrona caerulea Linnaeus, 1758. Обыкновенный шершень Vespa crabro Linnaeus, 1758 и палочник Sceptrophasma bituberculatum (Redtenbacher, 1889) указываются впервые для Центрального Казахстана . Среди обнаруженных видов выявлены как почвообразователи и кормовые объекты рыб и птиц, так и вредители и переносчики заболеваний человека и животных. В частности, обнаружено 14 видов саранчовых и выявлен очаг размножения особо опасного вредителя, азиатской перелётной саранчи. Как показали повторные наблюдения в 2022 г., за прошедшее время биоразнообразие озера значительно снизилось, в т.ч. за счет снижения площади водоема и увлажнения окружающих участков.
В озёрах Талдыкольской системы водится по меньшей мере 2 вида рыб и 1 вид земноводных. В окрестностях зарегистрировано 164 вида птиц, в том числе редкие охраняемые виды (11 видов внесены в Красную книгу Казахстана, 12 в Красный список МСОП). Млекопитающих зарегистрировано 10 видов (1 из Красного списка МСОП).

## Комментарии
1. ↑  Название «Малый Талдыколь» по сей день используется в полемических статьях об осушаемых водоёмах, но фактически озеро Малый Талдыколь уже осушено в течение 2010-х годов, его бывшее местоположение застроено (данные получены сравнением карты ГУГК 1983 года и спутниковых снимков разных лет в системе Google Earth Pro).